# Potok Chorów
Potok Chorów – potok, lewy dopływ Piekielnika o długości 5,67 km i powierzchni zlewni 9,53 km².
Potok wypływa na wysokości około 830 m w leju źródliskowym u południowych podnóży przełęczy Pod Żeleźnicą w Beskidzie Orawsko-Podhalańskim. Spływa początkowo w kierunku południowym, a potem południowo-wschodnim. Wypływa na Kotlinę Nowotarską i w zabudowanym rejonie miejscowości Pieniążkowice uchodzi do Piekielnika na wysokości około 625 m.
Orograficznie lewe zbocza doliny Potoku Chorów tworzy południowo-wschodni grzbiet Żeleźnicy (912 m), prawe południowo-wschodni grzbiet szczytu Balówka (801 m). Zlewnia potoku w większości obejmuje tereny porośnięte lasem lub pokryte polami uprawnymi.